# El Chorro
El Chorro er en by i det sydlige Spanien i provinsen Málaga. El Chorro ligger i Álora kommune. Den har et indbyggertal på 232 (2023) indbyggere.
Der findes en jernbanestation i landsbyen med forbindelser til både Málaga og Sevilla.
Landsbyen ligger ved en dæmning på floden Guadalhorce. El Chorro er en af de største bjergbestigningscentre i Spanien, på grund af dens placering ved kalkstenskløften Desfiladero de los Gaitanes (Gaitaneskløften), der på nogle steder kun er 10 meter bred, og som kan være helt op til 750 meter dyb. På kanten af kløften går Caminito del Rey (Kongens lille Sti), som er kendt for at være farlig og blev lukket i 2000 på grund af utallige ulykker blandt vandrere og klatrere.
I 2006 vedtog den regionale regering en plan for at genoprette en sti gennem kløften. Der blev afsat 8,3 mio. EUR til dette. Det var dog først i november 2011, at de nødvendige midler på 4,5 mio. € strømmede til amt i Guadalteba. Arbejdet begyndte i foråret 2014 og blev afsluttet i begyndelsen af 2015. Den nye, sikrede vandresti løber ca. 2 meter over den gamle gangbro, der blev brugt til dens konstruktion. Åbningen fandt sted den 28. marts 2015.
Gennem renoveringen blev stien gjort sikker at bruge for alle efter aftale (muligt tre måneder i forvejen og nogle gange nødvendigt), men den har stort set mistet sin oprindelige karakter.